# Vladimír Andrs
Vladimír Andrs (født 12. maj 1937 i Prag, død 17. juni 2018) var en tjekkisk roer.

## Rokarriere
Andrs vandt EM-sølv i 1961 i singlesculler. Han skiftede nu til dobbeltsculler og var sammen med Pavel Hofmann med til at blive europamester i denne båd i 1963. Ved OL 1964 i Tokyo vandt duoen deres indledende heat, og i finalen sejrede sovjetiske Oleg Tjurin og Boris Dubrovskij, mens Seymour Cromwell og Jim Storm fra USA tog sølvmedaljerne og Hofmann og Andrs bronze.

## OL-medaljer
- 1964:  Bronze i dobbeltsculler